# Teatrul de Stat Oradea
L'edifici del Teatrul de Stat Oradea (Teatre d'Estat d'Oradea) és el més important dels edificis patrimonials d'Oradea (Romania. El projecte fou realitzat per la cèlebre societat d'arquitectes Felner i Helmer de Viena; la construcció del qual va durar només 15 mesos (del 10 de juliol de 1899 al 15 d'octubre de 1900) amb l'assistència dels arquitectes d'Oradea Rimanoczy Kalman, Guttmann Jozsef i Rendes Vilmos
L'aspecte exterior combina d'una manera harmoniosa l'estil neoclàssic, que domina la façana, amb elements neorenaixentistes i neobarrocs, mentre que els acabats i ornamentació tenen un to rococó accentuat.